# Espostoa calva
Espostoa calva ist eine Pflanzenart in der Gattung Espostoa aus der Familie der Kakteengewächse (Cactaceae). Das Artepitheton calva stammt aus dem Lateinischen, bedeutet ‚kahl‘ und verweist auf die haarlos bedornten Triebe der Art.

## Beschreibung
Espostoa calva wächst baumförmig und erreicht Wuchshöhen von 4 bis 9 Meter. Die von der Basis bis in 2 Meter Höhe verzweigte, aufrechten, grünen bis blaugrünen Triebe messen 6 bis 9 Zentimeter im Durchmesser. Es sind 19 bis 23, kaum gehöckerte Rippen vorhanden, die 5 bis 7 Millimeter hoch sind und auf denen sich dunkel rötlich braune Areolen befinden. Die zwölf bis 14 nadeligen Dornen sind goldgelb und 4 bis 8 Millimeter lang. Das Cephalium umfasst sechs bis acht Rippen, ist 2 bis 3 Zentimeter lang und besteht gelblich weißer Wolle.
Die cremeweißen Blüten weisen Durchmesser von 4 Zentimeter auf. Die Früchte sind rot.

## Verbreitung, Systematik und Gefährdung
Espostoa calva ist in Peru in der Region Amazonas im Talsystem des Río Marañón bei Balsas in Höhenlagen von 1800 bis 2500 Metern verbreitet.
Die Erstbeschreibung erfolgte 1981 durch Friedrich Ritter.
In der Roten Liste gefährdeter Arten der IUCN wird die Art als „Least Concern (LC)“, d. h. als nicht gefährdet geführt.

## Nachweise